# Посольство Австрии на Украине
Посольство Австрийской Республики в Киеве (укр. Посольство Австрії в Україні, нем. Österreichischen Botschaft Kiew) — официальное дипломатическое представительство Австрийской Республики на Украине, отвечает за поддержку и развитие отношений между Австрией и Украиной.
26 сентября 1991 года в Нью-Йорке министры иностранных дел Украины — Анатолий Зленко, и Австрии — Алоиз Мок подписали Протокол о консульских отношениях. 24 января 1992 года были установлены дипломатические отношения между двумя государствами. 24 января 1992 года австрийское консульство в Киеве было преобразовано в Посольство. Австрия — единственная страна, которая не формализовала дипломатическое признание Украины, поскольку считает, что факт членства Украины в ООН и ряде международных специализированных организаций свидетельствует о признании Украины со стороны мирового сообщества в 1945 году.

## Австрийские консульства на Украине
До 1914 года:
- Генеральное консульство в Херсоне (1785—1804)
- Генеральное консульство в Одессе (1804—1914)
- Почётное вице-консульство в Измаиле (1819—1901)
- Почётное консульское агентство в Феодосии (1835—1914)
- Почётное консульское агентство в Керчи (1835)
- Почётное вице-консульство в Керчи (1847—1884)
- Почётное консульское агентство в Бердянске (1841—1914)
- Почётное консульское агентство в Мариуполе (1845—1906)
- Почётное консульское агентство в Евпатории (1854)
- Почётное консульское агентство в Николаеве (1866—1914)
- Почётное консульское агентство в Новоселице (1868—1914)
- Консульство в Киеве (1880—1914)
- Почётное вице-консульство в Харькове (1908—1914)

После 1991 года
- Почётное консульство во Львове
- Почётное консульство в Харькове (с 2016)
- Почётное консульство в Донецке (временно закрыто)
- Почетное консульство в Одессе (с 2014)
- Почетное консульство в Черновцах

## Послы Австрии на Украине
1. Вальтер Риттер Принциг фон Гервальт (Walter Ritter von Princig von Herwalt)[5] (1917—1918) Chargé d’Affaires ad interim
2. Иоганн Форгач (Johann Graf Forgách von Ghymes und Gács) (1917—1918) Ambassadeur
3. Карл Фюрстенберг (Karl Emil Egon Anton Maximilian Leo Wratislaw zu Fürstenberg) (1918) Chargé d’Affaires ad interim
4. Михаэль Венингер (Michael Heinrich Weninger) (10.12.1991—24.01.1992) Ambassadeur
5. Георг Вайс (Georg Weiss) (24.01.1992—29.04.1997) Ambassadeur
6. Клаус Фабьян (Klaus Fabjan) (14.05.1997—16.11.2001) Ambassadeur
7. Михаэль Миисс (Michael Miess) (30.11.2001—31.03.2006) Ambassadeur
8. Маркус Вукетич (Josef Markus Wuketich) (18.07.2006—06.08.2010) Ambassadeur
9. Вольф Дитрих Хайм (Wolf Dietrich Heim) (23.08.2010—08.04.2015) Ambassadeur
10. Гермине Поппеллер (Poppeller Hermine) (c 15.04.2015 - по настоящее время) Ambassadeur[6]